# Trippstadt
Trippstadt ist eine Ortsgemeinde im Landkreis Kaiserslautern in Rheinland-Pfalz. Sie gehört der Verbandsgemeinde Landstuhl an, innerhalb derer sie gemessen an der Einwohnerzahl die zweitgrößte Ortsgemeinde und gemessen an der Fläche die mit Abstand größte darstellt. Trippstadt ist ein staatlich anerkannter Luftkurort.

## Geographie

### Lage
Trippstadt liegt im Herzen des Pfälzerwaldes 15 Straßenkilometer südlich von Kaiserslautern. Der Südosten der Gemarkung ist Teil des Pfälzischen Holzlandes, das in östlicher Richtung in die Frankenweide übergeht. Der Ort selbst liegt auf einer Höhe von etwa 406 m ü. NHN. Nachbargemeinden sind – im Uhrzeigersinn – Kaiserslautern, Elmstein, Wilgartswiesen, Leimen, Heltersberg, Schmalenberg, Schopp und Stelzenberg.

### Gemeindegliederung

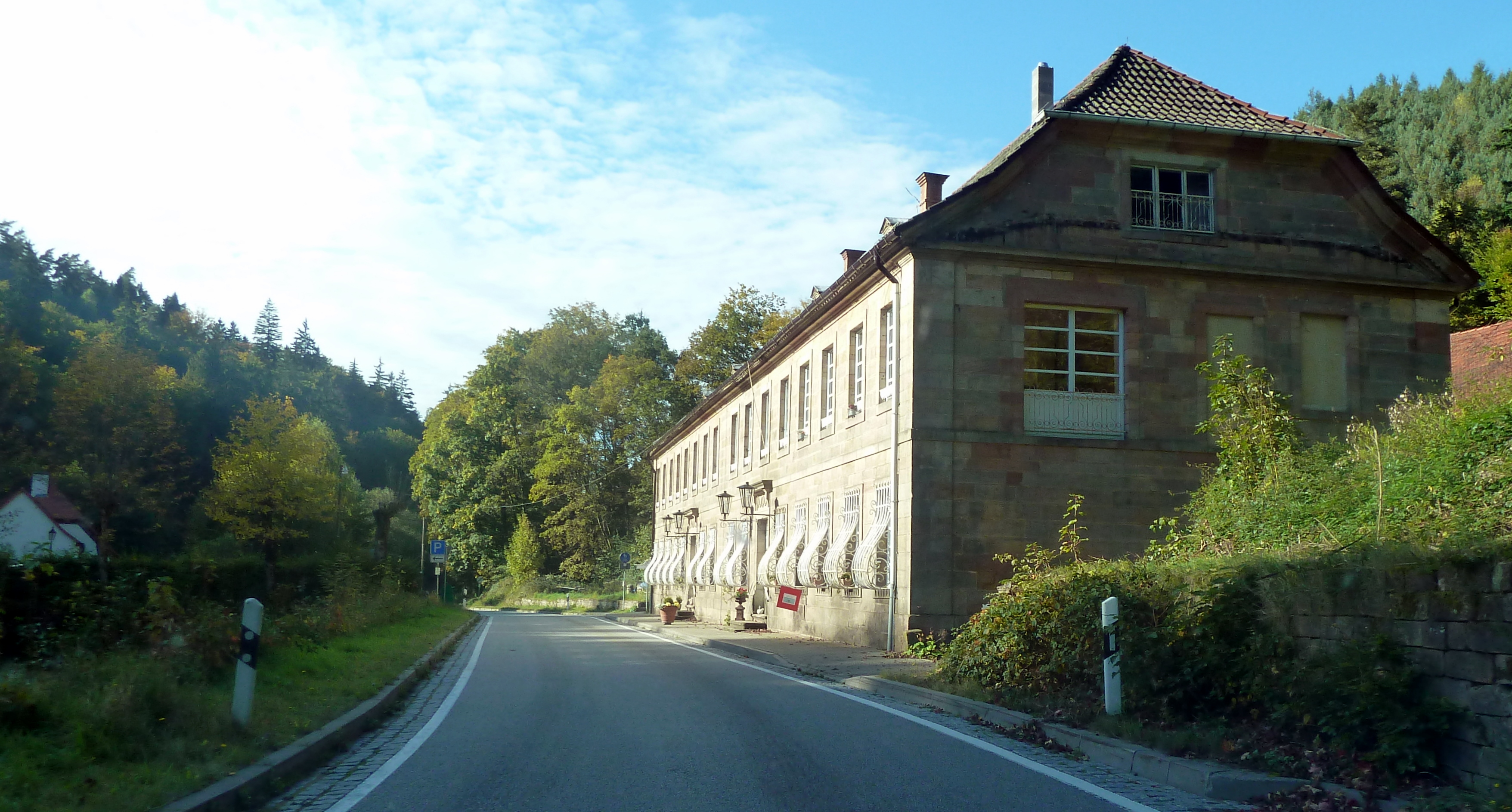
Unterhammer

Zu Trippstadt gehören neben dem Hauptort 22 Ortsteile, die sich weit verteilen und zum Teil lediglich aus einzelnen Häusern bestehen:
Antonihof, Aschbacherhof, Bartelsberg, Bergfeld, Gutenbrunnen, Hasenberg, Heidenkopf, Johanniskreuz, Karlstalhaus, Langensohl, Lauberhof, Meiserspring, Meisertal, Mittelhammer, Neuhof, Oberhammer, Sägmühle, Tiefenteich, Unterhammer, Weiherfelder Hof, Wilensteiner Hof, Wilensteiner Mühle.

### Erhebungen
Der höchste Punkt der Gemarkung ist der im Südosten befindliche Steinberg mit 528 m. Nördlich des Trippstadter Siedlungsgebiet erstrecken sich der Quellbachhübel und der Wittgenberg. Im Osten der Gemarkung befindet sich der Schwanenberg. An der Gemarkungsgrenze zu Stelzenberg befindet sich der 413 m hohe Kohlhübel.

### Gewässer

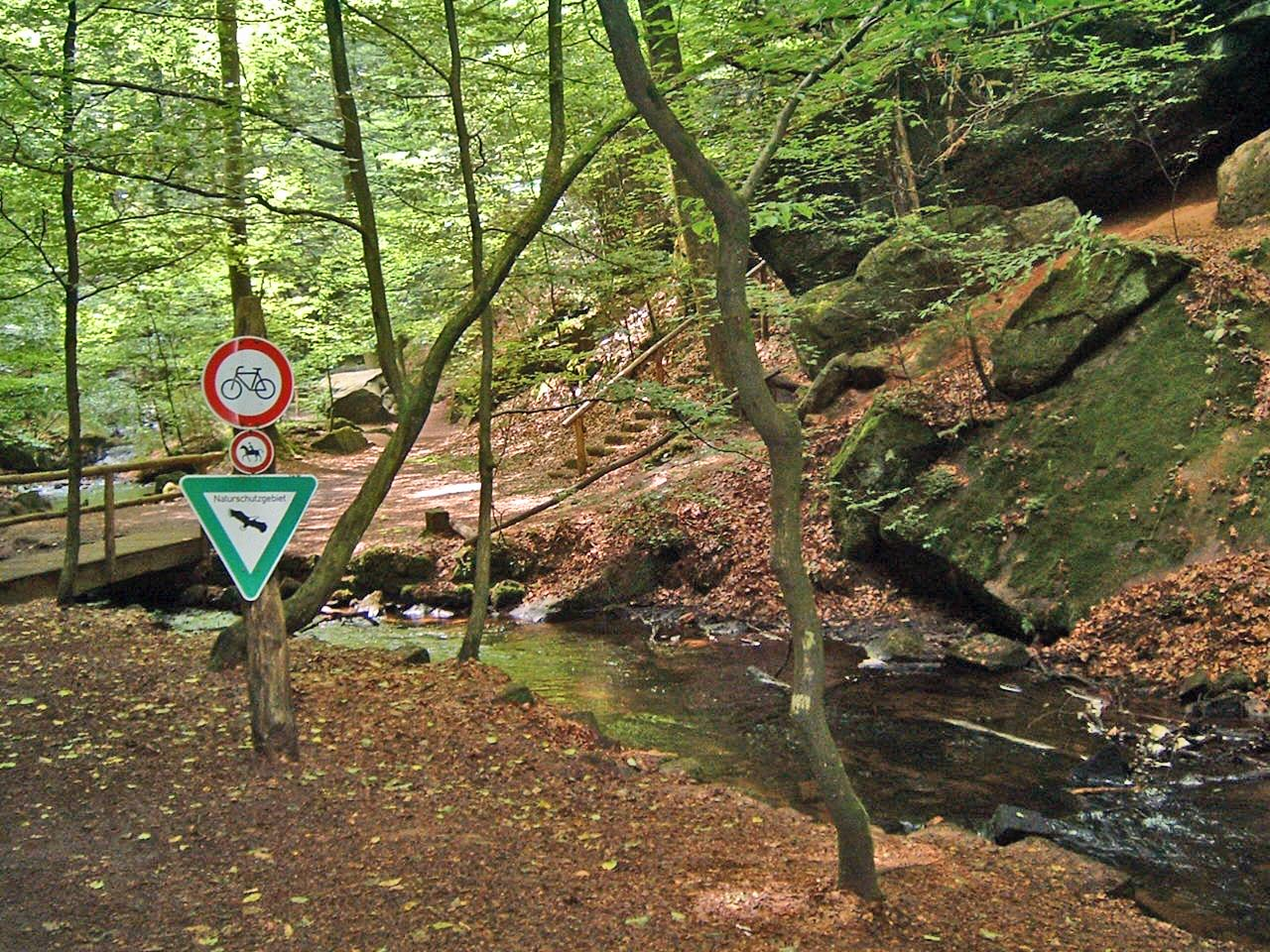
Moosalbe auf Gemarkung von Trippstadt

Im Tal südwestlich des Hauptortes fließt die Moosalbe, die im Osten der Gemarkung entspringt. Vor Ort nimmt sie mehrere Nebenbäche wie den Hasendellbach, den Ehebach, den Meiserbach, den Kottelbach und den Kalenborn auf. Der Meiserbach durchfließt außerdem das Vogeltal.
Im Südosten entspringt der Schwarzbach, der in diesem Bereich Burgalb genannt wird, im sogenannten Burgalbweiher; die Trippstadter Gemarkung verlässt er nach rund einem Kilometer. Von links nimmt dieser den Pferdsbach auf, der die Grenze zu Leimen bildet. Nachdem letzterer im Pferdsbrunnenweiher in den Schwarzbach mündet, setzt dieser die Gemarkungsgrenze fort.
Der Aschbach im Norden des Gemeindegebiets verläuft unweit der Grenze zu Kaiserslautern. Jeweils von links münden in ihn der Hirschsprungbach und der Schützenackerbach; letzterer bildet größtenteils die Grenze zu Stelzenberg.

### Klima
Der Jahresniederschlag beträgt 941 mm.

## Geschichte

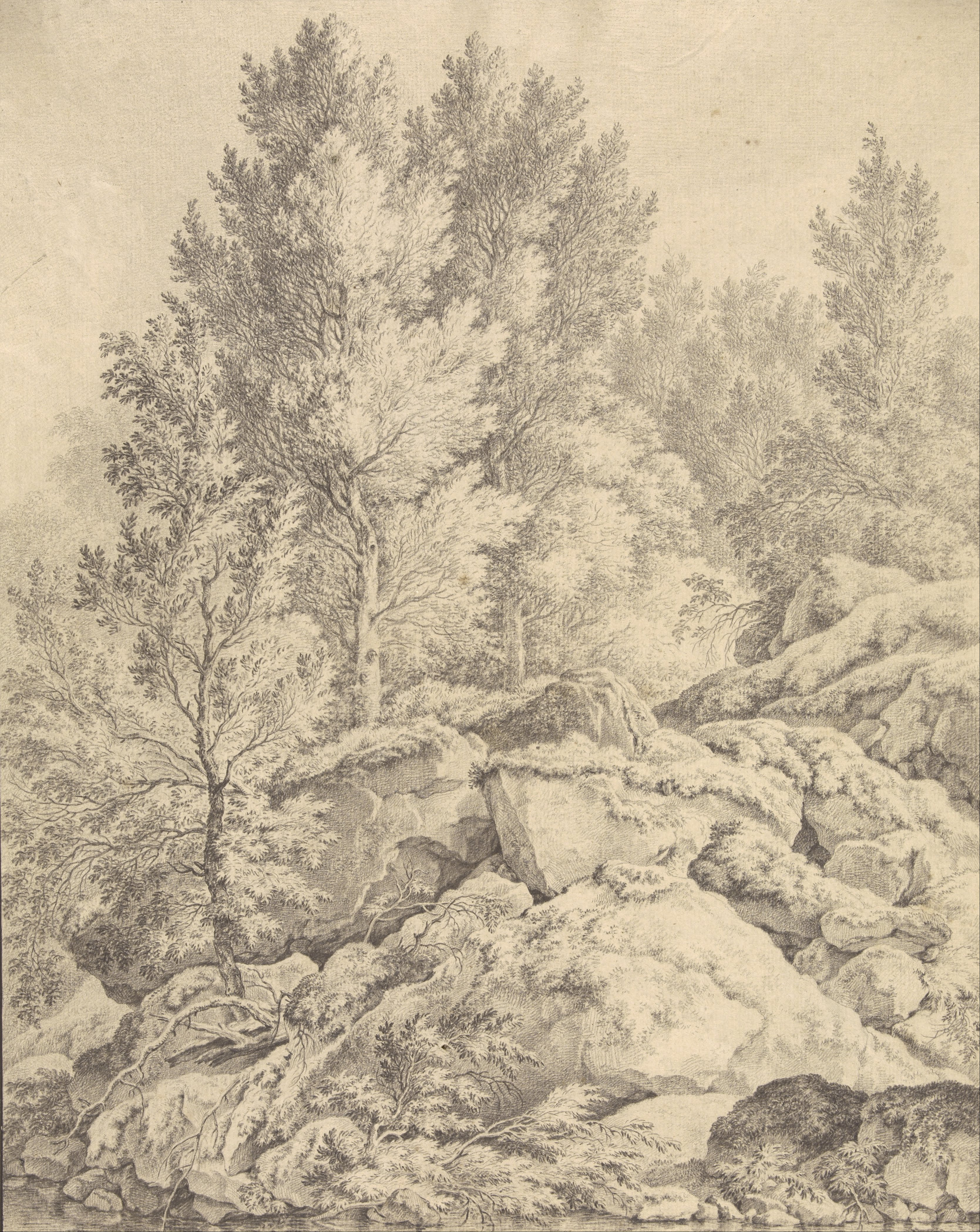
Trippstadter Tal Ende des 18. Jahrhunderts

Trippstadt wurde 1293 als Driebescheit erstmals urkundlich erwähnt. Es gehörte zur Herrschaft Wilenstein der Grafschaft Falkenstein, gelangte an die Kurpfalz und wurde 1716, zusammen mit den Ortschaften Mölschbach und Stelzenberg, dem Kurpfälzer Oberstjägermeister beziehungsweise Oberstforstmeister Freiherr Ludwig Anton von Hacke (1682–1752) zu Lehen aufgetragen. Die Familie von Hacke machte Trippstadt zu ihrer Residenz und ließ dort ihr Schloss mit der katholischen Schlosskirche St. Joseph errichten, die darüber hinaus zu ihrer Grablege wurde. Die Herrschaft der Familie dauerte bis Ende des 18. Jahrhunderts.
Im Zuge des Ersten Koalitionskriegs fand im Jahr 1795 vor Ort ein Gefecht statt. Von 1798 bis 1814, als die Pfalz Teil der Französischen Republik (bis 1804) und anschließend Teil des Napoleonischen Kaiserreichs war, war Trippstadt in den Kanton Kaiserslautern eingegliedert und besaß eine eigene Mairie, die zusätzlich Krickenbach, Mölschbach und Stelzenberg umfasste. 1815 wurde die Gemeinde Österreich zugeschlagen. Bereits ein Jahr später wechselte der Ort wie die gesamte Pfalz in das Königreich Bayern. Von 1818 bis 1862 gehörte er dem Landkommissariat Kaiserslautern an; aus diesem ging das Bezirksamt Kaiserslautern hervor.
Seit 1939 ist die Gemeinde Bestandteil des Landkreises Kaiserslautern. Nach dem Zweiten Weltkrieg wurde Trippstadt innerhalb der französischen Besatzungszone Teil des damals neu gebildeten Landes Rheinland-Pfalz. Im Zuge der ersten rheinland-pfälzischen Verwaltungsreform wurde der Ort 1972 in die neu geschaffene Verbandsgemeinde Kaiserslautern-Süd eingegliedert, die zum 1. Juli 2019 mit der Verbandsgemeinde Landstuhl zur neuen Verbandsgemeinde Landstuhl fusionierte.

## Bevölkerung

### Einwohnerstatistik
Die Entwicklung der Einwohnerzahl von Trippstadt, die Werte von 1871 bis 1987 beruhen auf Volkszählungen:
| Jahr | Einwohner |
| 1815 | 1.227     |
| 1835 | 1.576     |
| 1871 | 1.391     |
| 1905 | 1.375     |
| 1939 | 1.371     |
| 1950 | 1.637     |

| Jahr | Einwohner |
| 1961 | 1.914     |
| 1970 | 2.145     |
| 1987 | 2.478     |
| 1997 | 2.916     |
| 2005 | 3.150     |
| 2024 | 2.824     |

### Konfessionsstatistik
Ende 2014 waren 38,7 % der Einwohner evangelisch und 30,7 % katholisch. Die übrige 30,6 % gehörten einer anderen Glaubensgemeinschaft an oder waren konfessionslos. Mit Stand Dezember 2024 waren von den Einwohnern 29,4 % evangelisch und 25,2 % katholisch. 45,3 % waren konfessionslos oder gehörten einer anderen Glaubensgemeinschaft an. Die Zahl der Protestanten und Katholiken ist demnach im beobachteten Zeitraum gesunken.

### Christentum

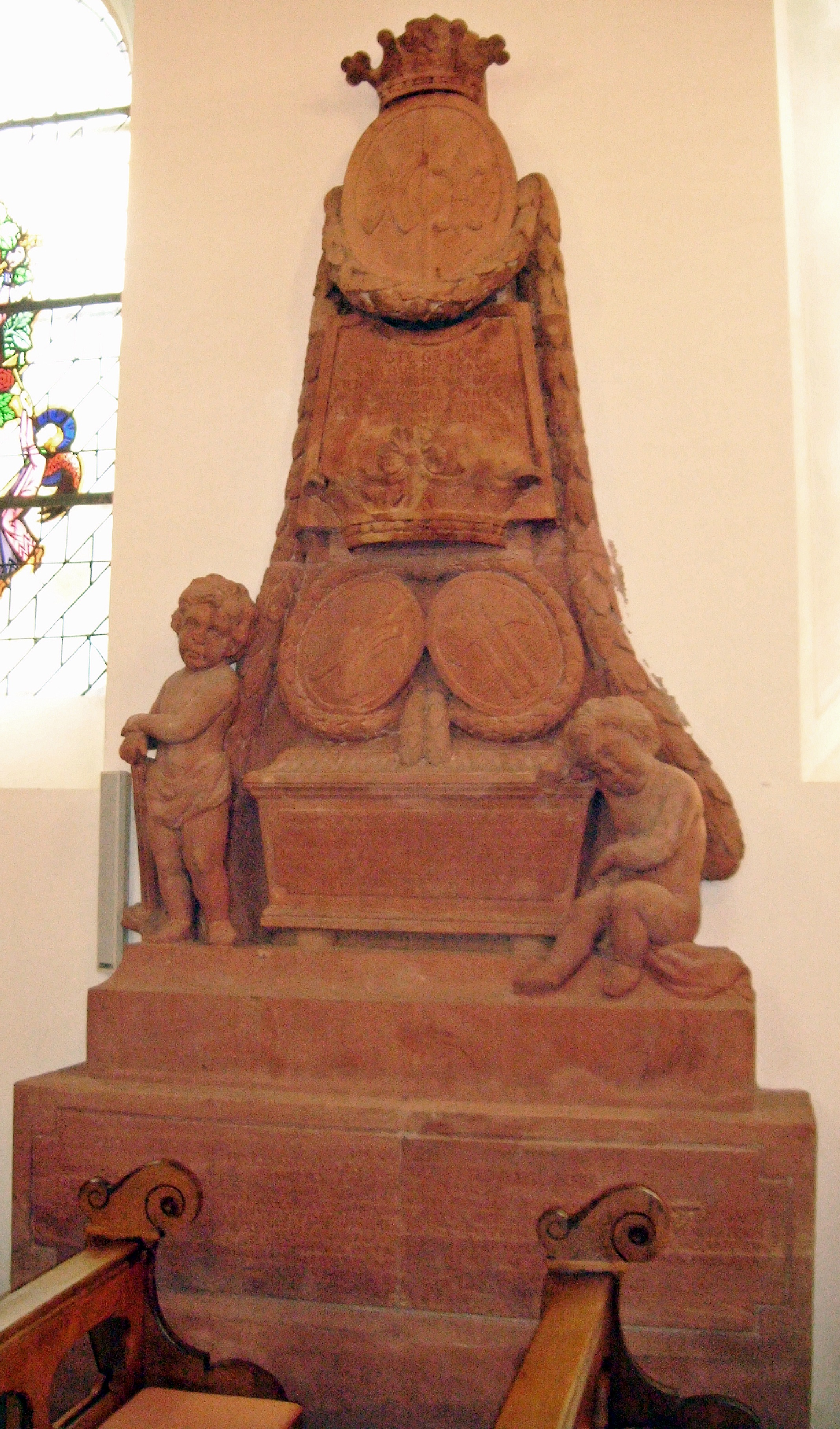
Barockes Grabdenkmal der Freiherren von Hacke in der katholischen Schlosskirche St. Joseph (1783)

Protestantischerseits bildet Trippstadt zusammen mit Mölschbach und Stelzenberg eine Kirchengemeinde. Im Westen der Ortsgemeinde befindet sich zudem ein mennonitischer Friedhof, der oft als Wilensteiner Friedhof bezeichnet wird. Die Katholiken gehören zum Bistum Speyer, die Evangelischen zur Protestantischen Landeskirche Pfalz.

## Politik

### Gemeinderat
Der Gemeinderat in Trippstadt besteht aus 20 Ratsmitgliedern, die bei der Kommunalwahl am 9. Juni 2024 in einer personalisierten Verhältniswahl gewählt wurden, und dem ehrenamtlichen Ortsbürgermeister als Vorsitzendem.
Die Sitzverteilung im Gemeinderat:
| Wahl | SPD | CDU | FWG * | WIT * | Gesamt   |
| ---- | --- | --- | ----- | ----- | -------- |
| 2024 | 3   | 5   | 7     | 5     | 20 Sitze |
| 2019 | 4   | 6   | 10    | –     | 20 Sitze |
| 2014 | 5   | 4   | 11    | –     | 20 Sitze |
| 2009 | 6   | 4   | 10    | –     | 20 Sitze |
| 2004 | 7   | 6   | 7     | –     | 20 Sitze |

### Bürgermeister
Reinhold Mannweiler (CDU) wurde am 30. August 2024 erneut Ortsbürgermeister von Trippstadt, nachdem er dieses Amt bereits von 1979 bis 2004 ausgeübt hatte. Bei der Direktwahl am 9. Juni 2024 hatte er sich mit einem Stimmenanteil von 56,9 % gegen einen Mitbewerber durchgesetzt.
Mannweilers Vorgänger Jens Specht (FWG) hatte das Amt 2019 von Manfred Stahl (FWG) übernommen, der nicht mehr angetreten war. Nach einer Wahlperiode kandidierte Specht bei der Wahl 2024 nicht erneut als Ortsbürgermeister.

### Wappen
| Wappen von Trippstadt | Blasonierung: „Geteilt und oben gespalten, oben rechts in Gold ein rotes Schräggitter, oben links von Blau und Silber und Rot geteilt, unten in Silber zwei aufgerichtete, gegeneinander gewölbte, von Rot und Gold und Blau gestreifte Regenbogen.“ |
| Wappen von Trippstadt | Wappenbegründung: Es wurde 1927 vom Bayerischen Staatsministerium des Innern genehmigt. |

## Kultur und Sehenswürdigkeiten

### Bauwerke
Kulturdenkmäler

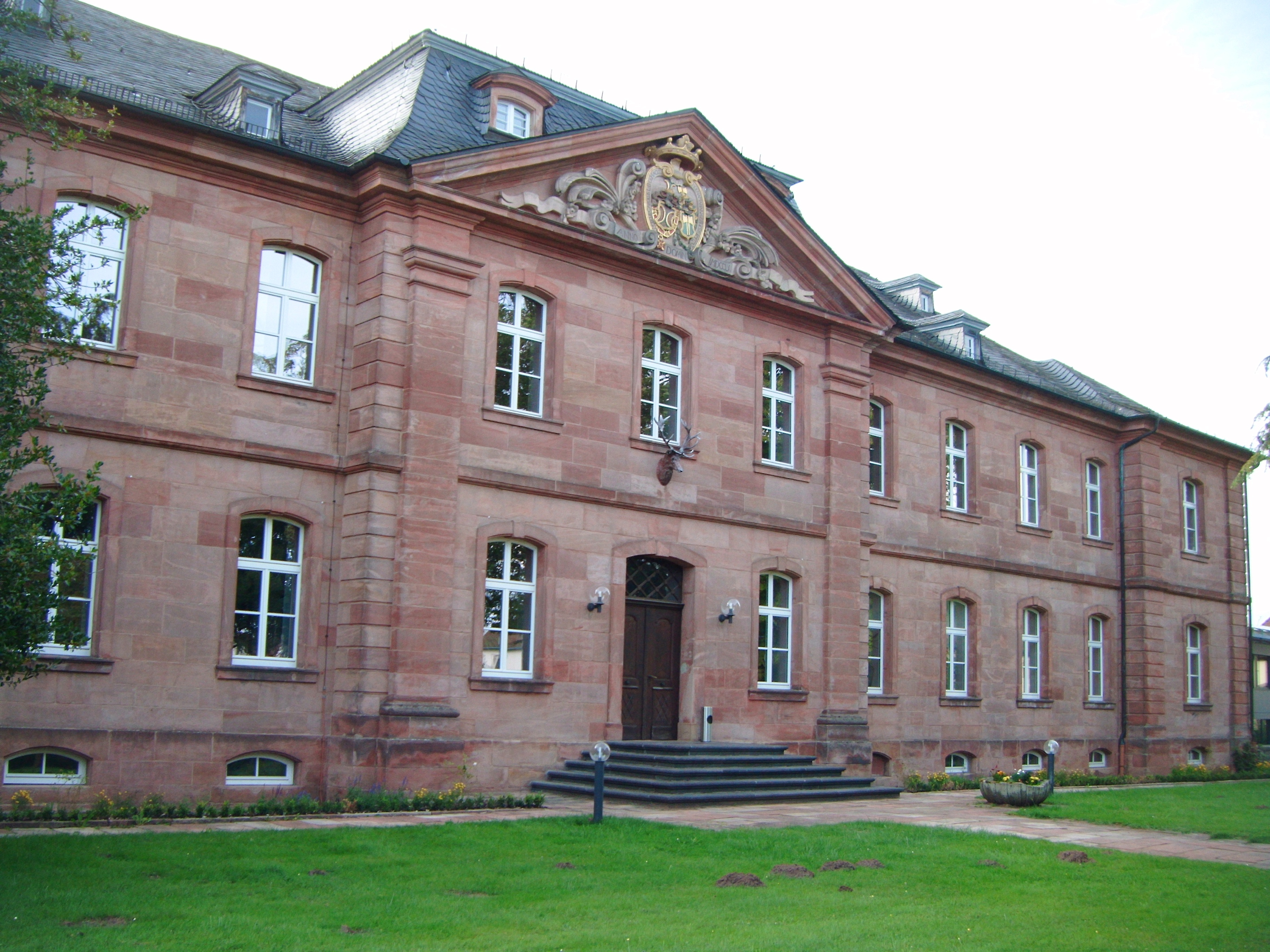
Schloss Trippstadt

Unter Denkmalschutz stehende Objekte in Trippstadt sind unter anderem das Trippstadter Schloss, die katholische Schlosskirche mit dem barocken Grabdenkmal der Freiherrn von Hacke, die Burg Wilenstein, der Brunnenstollen, das ehemalige Eisenhammerwerk und heutige Industriedenkmal Unterhammer, das Herrenhaus Aschbacherhof, die Evangelische Kirche sowie die Ruine der Blasiuskirche beim Aschbacherhof.
Weitere Bauwerke
In Trippstadt existiert ein Eisenhüttenmuseum, in dem gezeigt wird, wie Schmiede vor 2000 Jahren gearbeitet haben. Das Museum ist in einer renovierten früheren Schmiede untergebracht. In Johanniskreuz befindet sich außerdem das Haus der Nachhaltigkeit. Weitere markante Bauwerke auf dem Gebiet der Gemeinde sind die Klug’sche Mühle und das ehemalige Kurbad Gutenbrunnen.

### Natur
Auf der Gemarkung von Trippstadt befinden sich insgesamt acht Naturdenkmale. Zudem existieren der Schlossgarten mit ehemaligem Arboretum, das als Naturschutzgebiet eingestufte Karlstal mit der Moosalb und einem Wasserfall sowie die Amseldell oberhalb des Karlstales.

### Rittersteine

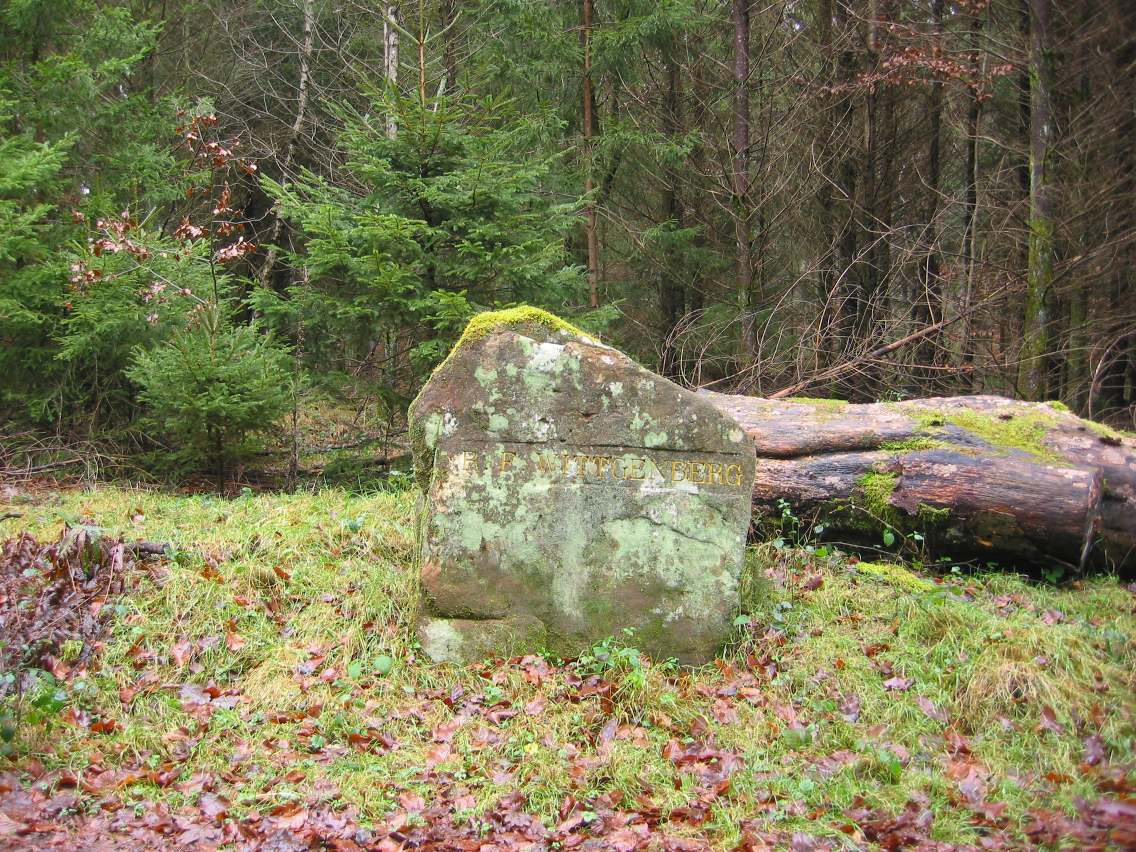
Ritterstein 116

Auf der Gemarkung von Trippstadt befinden sich mehrere Rittersteine. Ritterstein 101 trägt die Aufschrift Burgalbsprung und markiert die Stelle, an der der Schwarzbach als Burgalb seine Quelle hat. 102 Moosalbsprung 40 Schr. Markiert die Quelle der Moosalbe. 105 Gratsohl befindet sich nördlich von Johanniskreuz und weist auf eine einst existierende Suhle auf dem Berggrat hin. 107 Hochgericht 1767 verweist auf ein Hochgericht der Herrschaft Wilenstein unmittelbar östlich von Langensohl. 116 R. F. Wittgenberg steht im Norden der Gemarkung an der Stelle eines 1832 errichteten und zwischenzeitlich abgegangenen Forsthauses. 124 R. Amoenenhof markiert die Stelle eines untergegangenen Hofes. 126 Altes Forsthaus 15 Schr. verweist auf ein weiteres inzwischen nicht mehr existierendes Forsthaus.

### Vereine und Sport
Es existiert die TSG 04 Trippstadt, die mit Hussein Assane einen Teilnehmer an den Deutschen Pétanque-Meisterschaften von 2008 stellte. Der Bikepark Trippstadt bildet eine Sonderstrecke des Mountainbikepark Pfälzerwald. Zudem wurde 2000 der vor Ort ansässige Verein Pfälzische Kinderhilfe – Leben nach Tschernobyl e. V. gegründet.

### Veranstaltungen
An jedem ersten September-Wochenende findet das Kohlenbrennerfest statt, an jedem zweiten Samstag im Oktober wird in der Karlstalhalle das Oktoberfest der Musikkapelle Trippstadt veranstaltet. Die AG Song hielt vom 10. bis zum 12. September 1976 ein Treffen in der Gemeinde ab. In Unterhammer im Karlstal werden in jüngerer Zeit Ausstellungen gezeigt und Konzerte durchgeführt.

## Wirtschaft und Infrastruktur

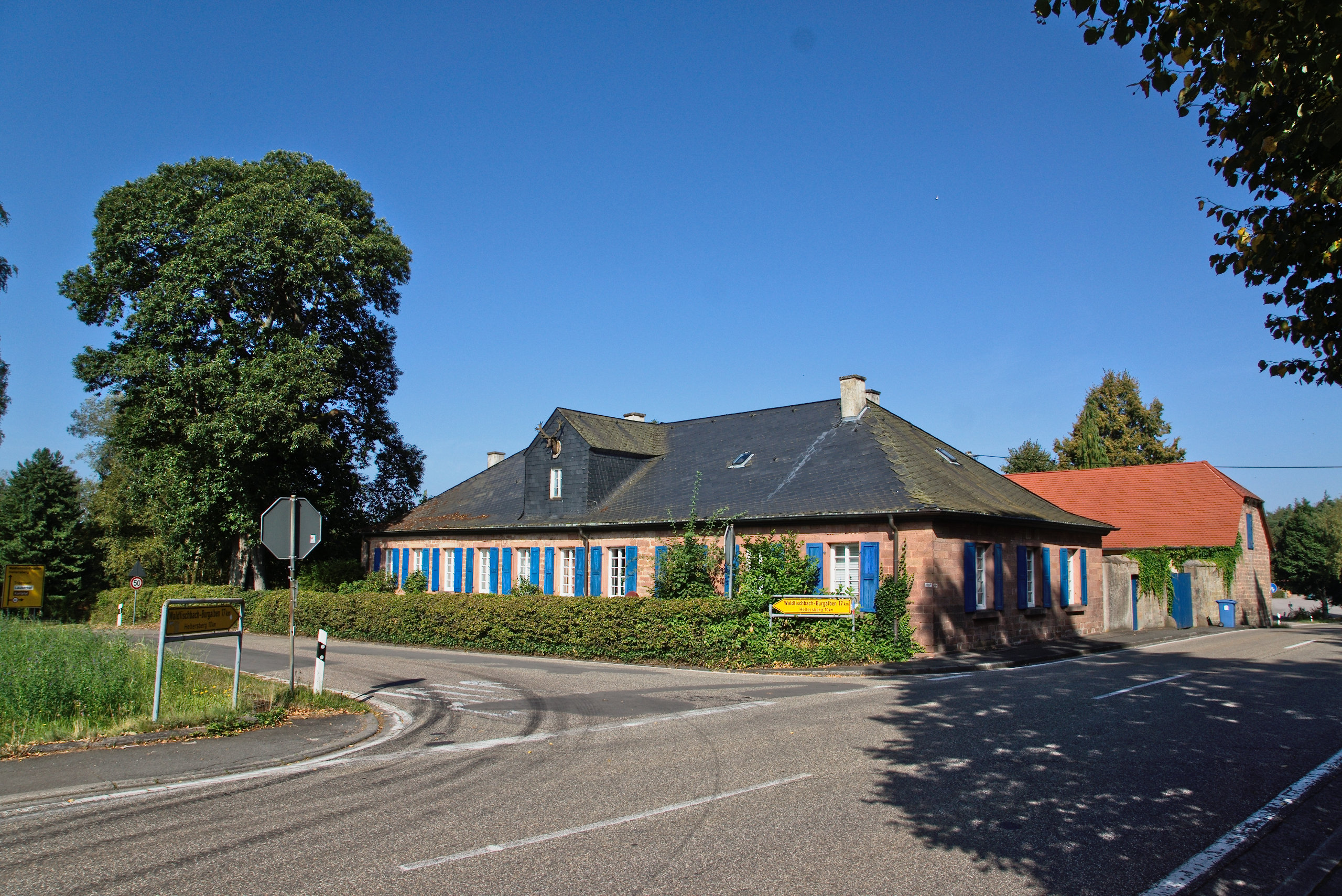
Bundesstraße 48 in Johanniskreuz, links zweigt die Landesstraße 499 nach Waldfischbach-Burgalben ab; in Bildmitte ist ein ehemaliges Forsthaus zu sehen

### Unternehmen und Institutionen
Aufgrund der geographischen Gegebenheiten dominierte vor Ort jahrhundertelang die Forst- und Holzwirtschaft. Die 1991 gegründete Plattenfirma Mons Records hat ihren Sitz in Trippstadt. Im Trippstadter Schloss ist die Forschungsanstalt für Waldökologie und Forstwirtschaft des Landes Rheinland-Pfalz untergebracht. Die Gesellschaft für Dienste im Alter betrieb vor Ort bis Mitte 2020 ein Wohnstift.

### Verkehr
Durch den äußersten Osten der Gemarkung verläuft die Bundesstraße 48, die dabei Johanniskreuz passiert. In diesem Bereich liegt ebenso die Landesstraße 499, die von Frankeneck nach Waldfischbach-Burgalben verläuft. Von letzterer zweigt die Landesstraße 500 ab, die eine Verbindung zur jenseits des Gemeindegebiets verlaufenden Bundesstraße 270 herstellt. Durch den Norden der Gemarkung führt außerdem die Landesstraße 503. Die Kreisstraße 50 führt mitten durch das Trippstadter Siedlungsgebiet und verknüpft die L 500 mit der im Nordosten der Gemarkung verlaufenden Landesstraße 504. Die Kreisstraße 51 bindet den Neuhof an. Von der K 50 zweigt mitten im Ort die Kreisstraße 53 Richtung Kaiserslautern ab. Nächstgelegener Bahnhof ist Schopp an der Biebermühlbahn.

### Tourismus

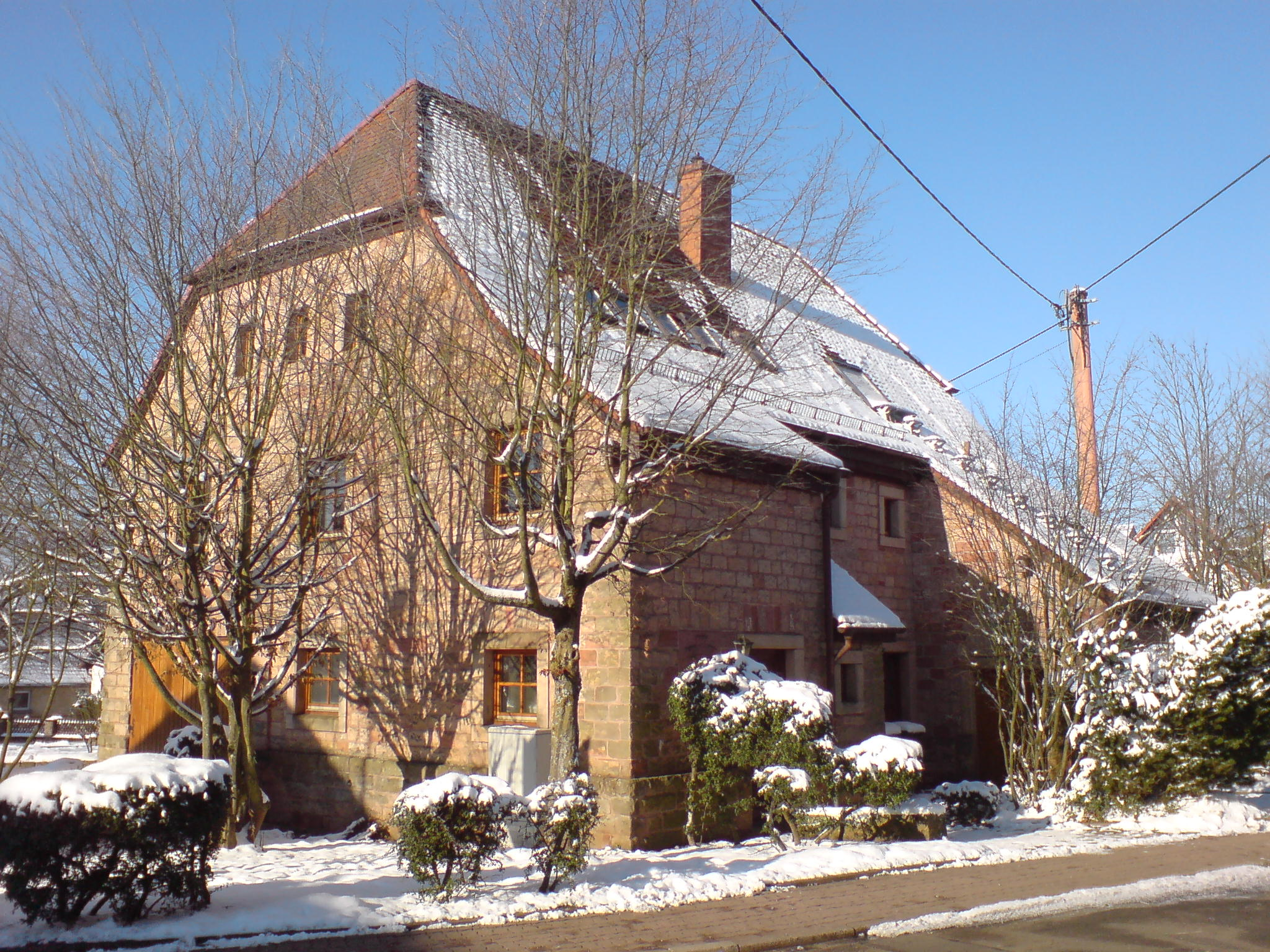
Wanderheim Faselstall

Mitten im Kernort befindet sich auf 420 Metern Höhe das von der Trippstadter Ortsgruppe des Pfälzerwald-Vereins betriebene Wanderheim Faselstall. Zudem befindet sich in Johanniskreuz der östliche Endpunkt des Radweges Südwestpfalz-Tour.
Durch das Gemeindegebiet verlaufen der mit einem roten Balken markierte Fernwanderweg Donnersberg–Donon, der Pfälzer Waldpfad und der Gewässerwanderweg an der Moosalbe. Die Nordroute der Pfälzer Jakobswege führt mitten durch das Karlstal. Außerdem gibt es im Karlstal umfangreiche Informationstafeln über die Industriegeschichte der Region. Die über Johanniskreuz verlaufenden Wanderwege sind ausnahmslos mit einem Kreuz markiert, so die Fernwanderwege Saar-Rhein-Main (gelbes Kreuz) und Franken-Hessen-Kurpfalz (rotes Kreuz). Hinzu kommen drei weitere Wege, die jeweils mit einem blauen, einem grünen und einem grün-gelben Kreuz markiert sind. Darüber hinaus existieren vier forstgeschichtliche Wanderrouten im Bereich Johanniskreuz.
Bei drei internationalen Bildhauersymposien entstand zwischen 1990 und 1996 der Skulpturenweg Trippstadt-Stelzenberg. Genau wie der Skulpturenweg Karlstal entlang der Moosalb und des Karlstals sowie der Skulpturenweg Schweinstal ist er Teilstück des Skulpturenwegs Rheinland-Pfalz.

## Persönlichkeiten

### Ehrenbürger
- Otto Kallenbach (1911–1992), Bildhauer

### Söhne und Töchter der Gemeinde
- Franz Karl Joseph von Hacke (1727–1780), Adeliger
- Ludwig Philipp Hahn (1746–1814), Dichter des Sturm und Drang[19]
- Emil Dietzsch (1829–1890), Dichter und Politaktivist
- Johann Joseph Candidus (1838–1895), Pfarrer und Reiseschriftsteller
- Philipp Helmer (1846–1912), Künstler
- Philipp Huber (1878–1941), Diplomingenieur, Architekt und Direktor der Baugewerkschule Köln
- Rudolf Fickeisen (1885–1944), Ruderer
- Hermann Weinkauff (1894–1981), Jurist, erster Präsident des Bundesgerichtshofs
- Maria Fabiola Quack (1896–1983), Generalpriorin der Armen Schulschwestern vom hl. Dominikus
- Erhard Quack (1904–1983), deutscher Kirchenlieddichter und -komponist
- Otto Kallenbach (1911–1992), Bildhauer
- Werner Baßler (1921–1999), Fußballspieler

### Persönlichkeiten, die vor Ort gewirkt haben
- Thilo Berg (* 1959) betreibt in Trippstadt eine Schallplattenfirma.
- Christoph Friedrich Cotta (1758–1838), Jurist und Jakobiner, starb vor Ort.
- Carola Dauber (1898–1985), Politikerin (SPD), war zeitweise Ortsvorsitzende ihrer Partei und Mitglied im Gemeinderat.
- Leopold Wilhelm von Dobschütz (1763–1836), preußischer General, war am Gefecht bei Trippstadt beteiligt.
- Anton Fooß, auch Anton Foohs (1871–1940), Prälat, 1908 Begründer des Pfälzer Katholikentages in Johanniskreuz, war von 1906 bis 1910 katholischer Pfarrer von Trippstadt.
- Ernst Germer (1901–1987), deutscher Künstler, war Kunsterzieher und Hochschullehrer.
- Ludwig von Gienanth (1767–1848), Unternehmer, führte die Eisenwerke in Trippstadt und errichtete das Herrenhaus in Trippstadt-Unterhammer.
- Joachim Gießner (1913–2003) lebte von 2002 bis zu seinem Tod in einem Seniorenheim vor Ort.
- Sigmund Jacob Haeckher (1726–1772) entwarf das Trippstadter Schloss.
- Ferdinand Kobell (1740–1799), deutscher Maler, Kupferstecher und Radierer
- Peter Leibfried (1947–2014), starb vor Ort und war Bürgermeister der Verbandsgemeinde Kaiserslautern-Süd von 1980 bis 2000.
- Jakob Anton Leyser (1830–1897), Pfarrer und Schriftsteller[20]
- Franz Nebel (1785–1859), Bankier und Präsident der Handelskammer des Départements Bas-Rhin, besaß vor Ort den Trippstadter Wald.
- Franz Josef Reinl (1903–1977), österreichischer Komponist, verbrachte seine letzten Lebensjahre in Trippstadt.
- Axel Roeder (* 1941), Direktor der Forschungsanstalt für Waldökologie und Forstwirtschaft in Trippstadt, Träger des Verdienstordens des Landes Rheinland-Pfalz
- Bernd Rosenberger (* 1944), Mathematiker, war von 1979 bis 1984 Mitglied des Gemeinderats.
- Wolfgang Rumpf (1936–2006) war von 1966 bis 1971 Dozent an der Landesforstschule in Trippstadt.
- Gerhard Stammwitz (1941–2015), Innungsmeister des Malerhandwerks, 25 Jahre Verwaltungsratsmitglied der IKK Südwest, Träger des Bundesverdienstkreuzes
- Hubert Zintl (1936–2016), Förster in Johanniskreuz, Heimatforscher und Autor